# Mirjana Lučić-Baroni
Mirjana Lučić (Dortmund, 9 maart 1982) is een tennisspeelster uit Kroatië.

## Loopbaan
Lučić begon op vierjarige leeftijd met tennis. Haar hoogste positie op de WTA-ranglijst is de 20e bij het enkelspel (bereikt in 2017) en de 19e bij het dubbelspel (1998).
Bij haar WTA-debuut, op het toernooi van Bol in 1997, won zij in één toernooi acht partijen op rij – na een succesvol kwalificatietoernooi won zij vervolgens ook het hoofdtoernooi. Daarmee is zij een van de slechts zes speelsters die in het open tijdperk hun WTA-debuuttoernooi wonnen.
Haar grootste overwinning viel relatief vroeg in haar carrière, toen zij in 1998 op vijftienjarige leeftijd het vrouwendubbelspeltoernooi van het Australian Open won, samen met de Zwitserse Martina Hingis. Later dat jaar bereikte zij de finale van het gemengd dubbelspeltoernooi op Wimbledon, samen met de Indiër Mahesh Bhupathi. Een jaar later haalde zij in het enkelspel nog de halve finale van Wimbledon, maar daarna bleven verdere successen op de grandslamtoernooien uit.
Problemen met haar agressieve vader verhinderden dat Mirjana Lučić zich volledig aan het tennis kon wijden. Nadat zij in 2003 de kwalificatietoernooien van Roland Garros, Wimbledon en het US Open allemaal verloor, stopte zij bijna volledig met de toernooien. Vanaf 2007 hervatte zij haar loopbaan enigszins, en sinds de zomer van 2010 speelt zij ook weer in grandslamtoernooien mee.
Op 15 november 2011 trad zij in Sarasota, Florida in het huwelijk met zakenman Daniele Baroni.
In september 2014 won zij voor het eerst sinds zestien jaar en vier maanden weer een WTA-titel, op het toernooi van Québec. Bij die gelegenheid zegevierde zij niet alleen in het enkel- maar ook in het dubbelspel, samen met Lucie Hradecká. Geen enkele speelster heeft zo'n lange tijdsduur tussen twee WTA-enkelspeltitels. Aan het einde van het tennisseizoen 2014 werd Lučić door de WTA uitgeroepen tot Comeback player of the year 2014.

## Posities op deWTA-ranglijst
Positie per einde seizoen:
| jaar | rang enkelspel | rang dubbelspel |
| ---- | -------------- | --------------- |
| 1997 | 52             | –               |
| 1998 | 51             | 20              |
| 1999 | 50             | 198             |
| 2000 | 207            | 255             |
| 2001 | 191            | 431             |
| 2002 | 202            | –               |
| 2003 | 335            | –               |
|      |                |                 |
| 2007 | 454            | –               |
| 2008 | 423            | 568             |
| 2009 | 288            | –               |
| 2010 | 105            | –               |
| 2011 | 116            | 248             |
| 2012 | 108            | 224             |
| 2013 | 104            | 37              |
| 2014 | 61             | 76              |
| 2015 | 67             | 457             |

## Palmares
| Legenda                | Legenda                  |
| ---------------------- | ------------------------ |
| Grandslamtoernooi      |                          |
| Olympische Spelen      |                          |
| Year-End Championships |                          |
| tot 2009               | 2009 – 2020 / vanaf 2021 |
| Tier I                 | Premier Mandatory        |
| Tier II                | Premier Five / WTA 1000  |
| Tier III               | Premier / WTA 500        |
| Tier IV & V            | International / WTA 250  |
|                        | Challenger / WTA 125     |

### WTA-finaleplaatsen enkelspel
| nr.              | finale     | toernooi        | ondergrond | tegenstandster  | score         |         |
| ---------------- | ---------- | --------------- | ---------- | --------------- | ------------- | ------- |
| gewonnen finales |            |                 |            |                 |               |         |
| 1.               | 1997-05-04 | WTA Bol         | gravel     | Corina Morariu  | 7-5, 6-7, 7-6 | details |
| 2.               | 1998-05-03 | WTA Bol         | gravel     | Corina Morariu  | 6-2, 6-4      | details |
|                  |            |                 |            |                 |               |         |
| 3.               | 2014-09-14 | WTA Québec      | hardcourt  | Venus Williams  | 6-4, 6-3      | details |
| verloren finales |            |                 |            |                 |               |         |
| 1.               | 1997-05-24 | WTA Straatsburg | gravel     | Steffi Graf     | 2-6, 5-7      | details |
|                  |            |                 |            |                 |               |         |
| 2.               | 2016-05-21 | WTA Straatsburg | gravel     | Caroline Garcia | 4-6, 1-6      | details |

### WTA-finaleplaatsen dubbelspel
| nr.                                 | finale     | toernooi        | ondergrond | partner          | tegenstandsters                    | score         |         |
| ----------------------------------- | ---------- | --------------- | ---------- | ---------------- | ---------------------------------- | ------------- | ------- |
| gewonnen finales vrouwendubbelspel  |            |                 |            |                  |                                    |               |         |
| 1.                                  | 1998-02-01 | Australian Open | hardcourt  | Martina Hingis   | Lindsay Davenport Natallja Zverava | 6-4, 2-6, 6-3 | details |
| 2.                                  | 1998-02-08 | WTA Tokio       | tapijt (i) | Martina Hingis   | Lindsay Davenport Natallja Zverava | 7-5, 6-4      | details |
|                                     |            |                 |            |                  |                                    |               |         |
| 3.                                  | 2014-09-14 | WTA Québec      | tapijt (i) | Lucie Hradecká   | Julia Görges Andrea Hlaváčková     | 6-3, 7-6      | details |
| verloren finales vrouwendubbelspel  |            |                 |            |                  |                                    |               |         |
| 1.                                  | 1998-05-03 | WTA Bol         | gravel     | Joannette Kruger | Laura Montalvo Paola Suárez        | forfait       | details |
| verloren finales gemengd dubbelspel |            |                 |            |                  |                                    |               |         |
| 1.                                  | 1998-07-05 | Wimbledon       | gras       | Mahesh Bhupathi  | Serena Williams Maks Mirni         | 4-6, 4-6      | details |

### Gewonnen ITF-toernooien enkelspel
| nr. | datum      | toernooi       | dotatie  | tegenstandster in finale | score    |
| --- | ---------- | -------------- | -------- | ------------------------ | -------- |
| 1.  | 1997-08-03 | Makarska       | $ 75.000 | Sandra Dopfer            | 6-1, 6-4 |
| 2.  | 2010-04-11 | Jackson        | $ 25.000 | Jamie Hampton            | 7-5, 6-3 |
| 3.  | 2010-09-26 | Albuquerque    | $ 75.000 | Lindsay Lee-Waters       | 6-1, 6-4 |
| 4.  | 2013-10-13 | Joué-lès-Tours | $ 50.000 | An-Sophie Mestach        | 6-4, 6-2 |

### Gewonnen ITF-toernooien dubbelspel
| nr. | datum      | toernooi      | dotatie   | partner       | tegenstandsters in finale            | score            |
| --- | ---------- | ------------- | --------- | ------------- | ------------------------------------ | ---------------- |
| 1.  | 1996-12-15 | Salzburg      | $ 25.000  | Chanda Rubin  | Adriana Barna Anca Barna             | 6-3, 6-2         |
| 2.  | 2012-11-04 | New Braunfels | $ 50.000  | Jelena Bovina | Mariana Duque Mariño Adriana Pérez   | 6-3, 4-6, [10-8] |
| 3.  | 2013-02-10 | Midland       | $ 100.000 | Melinda Czink | Maria Fernanda Alves Samantha Murray | 5-7, 6-4, [10-7] |

## Resultaten grote toernooien
| Legenda | Legenda                          |
| ------- | -------------------------------- |
| g.t.    | geen toernooi gehouden           |
| l.c.    | lagere categorie                 |
| –       | niet deelgenomen                 |
| G       | uitgeschakeld in de groepsfase   |
| 1R      | uitgeschakeld in de eerste ronde |
| 2R      | uitgeschakeld in de tweede ronde |
| 3R      | uitgeschakeld in de derde ronde  |
| 4R      | uitgeschakeld in de vierde ronde |
| KF      | uitgeschakeld in de kwartfinale  |
| HF      | uitgeschakeld in de halve finale |
| F       | de finale verloren               |
| W       | het toernooi gewonnen            |
| w-v     | winst/verlies-balans             |

### Enkelspel
| toernooi            | 1997 | 1998 | 1999 | 2000 | 2001 | 2002 | 2003 | 2004 | 2005 | 2006 | 2007 | 2008 | 2009 | 2010 | 2011 | 2012 | 2013 | 2014 | 2015 | 2016 | 2017 | 2018 |
| ------------------- | ---- | ---- | ---- | ---- | ---- | ---- | ---- | ---- | ---- | ---- | ---- | ---- | ---- | ---- | ---- | ---- | ---- | ---- | ---- | ---- | ---- | ---- |
| grandslamtoernooien |      |      |      |      |      |      |      |      |      |      |      |      |      |      |      |      |      |      |      |      |      |      |
| Australian Open     | –    | 2R   | 1R   | 1R   | –    | –    | –    | –    | –    | –    | –    | –    | –    | –    | 1R   | –    | 1R   | 1R   | 1R   | 1R   | HF   | 2R   |
| Roland Garros       | –    | –    | 1R   | 1R   | 3R   | 2R   | –    | –    | –    | –    | –    | –    | –    | –    | 1R   | 1R   | 1R   | 1R   | 3R   | 2R   | 1R   |      |
| Wimbledon           | –    | 2R   | HF   | 2R   | –    | –    | –    | –    | –    | –    | –    | –    | –    | 1R   | 1R   | 3R   | 2R   | 1R   | 2R   | 1R   | 1R   |      |
| US Open             | 3R   | 3R   | 2R   | 1R   | –    | 1R   | –    | –    | –    | –    | –    | –    | –    | 2R   | 2R   | 1R   | 1R   | 4R   | 1R   | 2R   | 2R   |      |
| Premier Mandatory   |      |      |      |      |      |      |      |      |      |      |      |      |      |      |      |      |      |      |      |      |      |      |
| Indian Wells        | –    | 1R   | 1R   | 3R   | –    | 1R   | 1R   | –    | –    | –    | 2R   | –    | –    | –    | –    | –    | 2R   | –    | 1R   | 1R   | 2R   |      |
| Miami               | –    | 2R   | 3R   | 1R   | 1R   | 1R   | –    | –    | –    | –    | –    | –    | –    | –    | –    | –    | –    | –    | 1R   | 1R   | KF   |      |
| Madrid              | l.c. | l.c. | l.c. | l.c. | l.c. | l.c. | l.c. | l.c. | l.c. | l.c. | l.c. | l.c. | –    | –    | –    | –    | –    | –    | 1R   | 2R   | 1R   |      |
| Peking              | l.c. | l.c. | l.c. | l.c. | l.c. | l.c. | l.c. | l.c. | l.c. | l.c. | l.c. | l.c. | –    | –    | –    | –    | –    | –    | 3R   | 1R   | –    |      |
| Premier Five        |      |      |      |      |      |      |      |      |      |      |      |      |      |      |      |      |      |      |      |      |      |      |
| Dubai/Doha          | g.t. | g.t. | g.t. | l.c. | l.c. | l.c. | l.c. | l.c. | l.c. | l.c. | l.c. | l.c. | –    | –    | –    | –    | –    | 3R   | 1R   | –    | –    |      |
| Rome                | –    | HF   | –    | 1R   | –    | –    | –    | –    | –    | –    | –    | –    | –    | –    | –    | 1R   | –    | –    | –    | –    | 3R   |      |
| Montréal/Toronto    | –    | –    | 3R   | –    | –    | –    | –    | –    | –    | –    | –    | –    | –    | –    | –    | –    | –    | –    | 2R   | 2R   | 1R   |      |
| Cincinnati          | l.c. | l.c. | l.c. | l.c. | l.c. | l.c. | l.c. | l.c. | l.c. | l.c. | l.c. | l.c. | –    | –    | –    | –    | –    | –    | 2R   | –    | 1R   |      |
| Tokio/Wuhan         | –    | 1R   | –    | –    | –    | –    | –    | –    | –    | –    | –    | –    | –    | –    | –    | –    | –    | –    | 2R   | 1R   | –    |      |
| olympisch           |      |      |      |      |      |      |      |      |      |      |      |      |      |      |      |      |      |      |      |      |      |      |
| Olympische Spelen   | g.t. | g.t. | g.t. | –    | g.t. | g.t. | g.t. | –    | g.t. | g.t. | g.t. | –    | g.t. | g.t. | g.t. | –    | g.t. | g.t. | g.t. | –    | g.t. | g.t. |
| statistieken        |      |      |      |      |      |      |      |      |      |      |      |      |      |      |      |      |      |      |      |      |      |      |
| titels per jaar     | 1    | 1    | 0    | 0    | 0    | 0    | 0    | 0    | 0    | 0    | 0    | 0    | 0    | 0    | 0    | 0    | 0    | 1    | 0    | 0    | 0    | 0    |
| eindejaarsranking   | 52   | 51   | 50   | 207  | 191  | 202  | 335  | —    | —    | —    | 454  | 423  | 288  | 105  | 116  | 108  | 104  | 61   | 67   | 82   | 32   |      |

### Dubbelspel
| toernooi            | 1998 | 1999 | 2000 | 2001 | 2002 | 2003 | 2004 | 2005 | 2006 | 2007 | 2008 | 2009 | 2010 | 2011 | 2012 | 2013 | 2014 | 2015 | 2016 | 2017 | 2018 |
| ------------------- | ---- | ---- | ---- | ---- | ---- | ---- | ---- | ---- | ---- | ---- | ---- | ---- | ---- | ---- | ---- | ---- | ---- | ---- | ---- | ---- | ---- |
| grandslamtoernooien |      |      |      |      |      |      |      |      |      |      |      |      |      |      |      |      |      |      |      |      |      |
| Australian Open     | W    | 1R   | 2R   | –    | –    | –    | –    | –    | –    | –    | –    | –    | –    | –    | –    | 3R   | 2R   | 1R   | 3R   | KF   | 1R   |
| Roland Garros       | –    | –    | –    | –    | –    | –    | –    | –    | –    | –    | –    | –    | –    | 2R   | –    | 3R   | 1R   | –    | 3R   | 2R   |      |
| Wimbledon           | –    | –    | –    | –    | –    | –    | –    | –    | –    | –    | –    | –    | –    | –    | 2R   | KF   | 2R   | 1R   | 1R   | 2R   |      |
| US Open             | 1R   | 1R   | –    | –    | –    | –    | –    | –    | –    | –    | –    | –    | –    | 1R   | 1R   | 3R   | 1R   | 1R   | 2R   | 1R   |      |
| Premier Mandatory   |      |      |      |      |      |      |      |      |      |      |      |      |      |      |      |      |      |      |      |      |      |
| Indian Wells        | HF   | 1R   | 1R   | –    | –    | –    | –    | –    | –    | –    | –    | –    | –    | –    | –    | 2R   | 2R   | –    | –    | 2R   |      |
| Miami               | 3R   | –    | 2R   | –    | –    | –    | –    | –    | –    | –    | –    | –    | –    | –    | –    | 1R   | 2R   | –    | –    | 1R   |      |
| Madrid              | l.c. | l.c. | l.c. | l.c. | l.c. | l.c. | l.c. | l.c. | l.c. | l.c. | l.c. | –    | –    | –    | –    | 2R   | –    | –    | –    | –    |      |
| Peking              | l.c. | l.c. | l.c. | l.c. | l.c. | l.c. | l.c. | l.c. | l.c. | l.c. | l.c. | –    | –    | –    | –    | –    | –    | –    | –    | –    |      |
| Premier Five        |      |      |      |      |      |      |      |      |      |      |      |      |      |      |      |      |      |      |      |      |      |
| Dubai/Doha          | g.t. | g.t. | l.c. | l.c. | l.c. | l.c. | l.c. | l.c. | l.c. | l.c. | l.c. | –    | –    | –    | –    | –    | 2R   | –    | –    | –    |      |
| Rome                | –    | –    | –    | –    | –    | –    | –    | –    | –    | –    | –    | –    | –    | 1R   | –    | KF   | 2R   | –    | –    | –    |      |
| Montréal/Toronto    | –    | –    | –    | –    | –    | –    | –    | –    | –    | –    | –    | –    | –    | –    | –    | –    | 1R   | –    | –    | –    |      |
| Cincinnati          | l.c. | l.c. | l.c. | l.c. | l.c. | l.c. | l.c. | l.c. | l.c. | l.c. | l.c. | –    | –    | –    | –    | 1R   | 1R   | –    | –    | –    |      |
| Tokio/Wuhan         | W    | –    | –    | –    | –    | –    | –    | –    | –    | –    | –    | –    | –    | –    | –    | –    | –    | –    | –    | –    |      |
| olympisch           |      |      |      |      |      |      |      |      |      |      |      |      |      |      |      |      |      |      |      |      |      |
| Olympische Spelen   | g.t. | g.t. | –    | g.t. | g.t. | g.t. | –    | g.t. | g.t. | g.t. | –    | g.t. | g.t. | g.t. | –    | g.t. | g.t. | g.t. | –    | g.t. | g.t. |
| statistieken        |      |      |      |      |      |      |      |      |      |      |      |      |      |      |      |      |      |      |      |      |      |
| titels per jaar     | 2    | 0    | 0    | 0    | 0    | 0    | 0    | 0    | 0    | 0    | 0    | 0    | 0    | 0    | 0    | 0    | 1    | 0    | 0    | 0    | 0    |
| eindejaarsranking   | 20   | 198  | 255  | 431  | —    | —    | —    | —    | —    | —    | 568  | —    | —    | 248  | 224  | 37   | 76   | 457  | 118  | 84   |      |

### Gemengd dubbelspel
| Toernooi        | 1998 | 1999 | 2000 |    | 2011 |
| --------------- | ---- | ---- | ---- | -- | ---- |
| Australian Open | –    | 2R   | –    | 1R |      |
| Roland Garros   | –    | –    | –    | –  |      |
| Wimbledon       | F    | –    | 3R   | –  |      |
| US Open         | KF   | –    | –    | –  |      |